# Aria (banda)
Ария é uma banda de heavy metal russa, formada em 1985 em Moscou, antiga URSS. Apesar de não ser a primeira banda soviética a tocar heavy metal, o Aria foi pioneiro em ultrapassar as barreiras do sucesso na mídia. De acordo com rígidas pesquisas públicas, a banda Aria está entre os dez mais populares grupos de rock da Rússia. O estilo musical se assemelha com o som de bandas NWOBHM (New Wave of British Heavy Metal), por isso, o Aria é chamado de "Iron Maiden russo", pela mídia. A maioria das letras do Aria não foram escritas pelos seus integrantes, mas sim pelos poetas Alexander Yelin e Margarita Pushkina. According to several public polls, Aria ranks among top 10 most popular Russian rock bands. Their sound resembled that of NWOBHM bands, for which they were dubbed the "Russian Iron Maiden" in the media.
Aria é a raiz da chamada "Família Aria": várias outras bandas foram formadas por seus membros fundadores. Em 1987, quatro ex membros foramaram a banda Master, que é considerada, junto com o Aria, uma das bandas de metal russas mais influentes. O vocalista Valery Kipelov, que teve a principal voz na banda para a maioria de álbuns gravados, se separou em 2002, formando então, sua própria banda de heavy metal: Kipelov.
Till Lindemann e Richard Kruspe, do Rammstein, fizeram um cover da música Shtil' (Штиль), adaptado para o alemão como "Schtiel", em 2003 na cidade de Moscou, num festival em tributo à Harley-Davidson.

## História

### O início
A banda foi fundada por Vladmir Holstinin e Alik Granovsky, membros da VIA Poyushchie Serdtsa (Corações Cantores), e ambos começaram a partir da extinta banda Alfa. A ideia de Holstinin de criar uma banda de heavy metal foi aceita com bastante entusiasmo por Granovsky. Em 1985 eles já tinham a maioria do material para o álbum pronto, e tudo o que restava era encontrar uma gravadora e um vocalista. Eles convidaram Viktor Vekshteyn para ser o gerenciador da banda e para permití-los a usar seu estúdio. A posição de vocalista logo foi ocupada por Valery Kipelov. O nome "Ария" foi dado à banda por ser curto, cativante e facilmente transliterado para "Aria". Há uma versão de que o nome da banda foi ideia dada por Holstinin, que tem guitarras da marca japonesa Aria, fabricante de guitarras e baixos acústicos e elétricos. Fãns e membros do Aria são, muitas vezes, informalmente referidos como "Ariytsy" (do russo: arianos).
De acordo com o site oficial da banda, a data de nascimento do Aria foi no dia 31 de outubro de 1985; data na qual terminaram seu trabalho para o primeiro álbum, "Maniya velichiya". O álbum foi noticiado por fãns da música pesada porque era muito diferente de qualquer música do estilo hard rock tocada na União Soviética naquela época.
O álbum "Maniya velichiya" foi gravado com apenas um guitarrista, Vladmir Holstinin (Aleksandr L'vov na bateria e Kirill Pokrovskiy nos teclados). A banda precisava de um segundo guitarrista apto a tocar ao vivo. Andrey Bol'shakov assumiu este posto e logo Igor' Molchanov (do Al'fa) substitiu L'vov na bateria.
O primeiro show ao vivo do Aria foi no dia 5 de fevereiro no CDK MAI. A banda foi muito bem recebida pelo público, e logo foram premiados nos festivais Rock-Panorama 86 e Lithuanika 86.
Apesar de sua existência ainda ser ignorada pela mídia, sua popularidade continuava subindo.
Em novembro de 1986, o Aria lançou seu segundo álbum, "S kem ty?". Por este nome, a banda foi dividida por argumentos sobre as direções que a banda seguiria. Após a turnê em janeiro de 1987, Granovskiy, Bal'shakov, Molchanov e Pokrovksiy deixaram a banda. Granovskiy e Bol'shakov formaram a banda de thrash metal Master. Eles foram substituídos por Vitaliy Dubinin (amigo da faculdade de Holstinin) como baixista, Sergey Mavrin como segundo guitarrista e Maksim Udalov na bateria. O primeiro grande show após a reorganização, e subsequente turnê provaram que apesar de todos aqueles rumores, a banda não tinha morrido.

### Ascensão à fama
Em agosto de 1987, Aria começou a trabalhar em seu novo álbum, Hero of Asphalt (originalmente chamado Serving the Forces of Evil), que é considerado um dos melhores álbuns da banda. Hero ... foi o primeiro álbum de Aria publicado pelo monopólio de editoração de música Melodiya. Todos os shows da turnê de dois anos foram esgotados. Mais de um milhão de cópias do LP do álbum foram vendidas. Um vídeo musical para a música 'Rose Street' foi filmado, com os fãs da banda em cenas de massa.
Durante esse tempo, o relacionamento da banda com seu gerente havia atingido um ponto crítico. Em outubro de 1988, Udalov deixou a banda por causa do conflito, e em novembro Aleksandr Maniakin foi convidado a substituí-lo. Em 1989, a banda lançou seu próximo álbum, Playing With Fire, com Yuriy Fishkin como seu gerente.
Em 1990, Dubinin e Mavrin assinaram com a banda Lion Heart, e partiram para Munique, apenas para retornar em agosto depois de encontrar uma oportunidade para cancelar seu contrato. Depois de celebrar seu aniversário de cinco anos com vários shows ao vivo, a banda começou a trabalhar no seu quinto álbum Blood for Blood, lançado em 1991.

### 1990s
No início dos anos 90, a banda diminuiu significativamente a sua actividade, reduzindo significativamente o número de espectáculos ao vivo realizados. Em 1994, eles criaram seu próprio estúdio: "ARIA Records", e assinaram um contrato de cinco anos com o selo MOROZ Records. Como resultado, no verão de 1994, os primeiros cinco álbuns da banda foram lançados, incluindo o anterior inédito Megalomania e Who Are You With ?. Em setembro, eles viajaram pela Alemanha por duas semanas, com shows ao vivo em sete cidades, incluindo o Hard Rock Cafe de Berlim.
No final da turnê de 1994 na Alemanha, a banda teve um desacordo com os organizadores, que também refletiu sobre o relacionamento dentro da banda. Depois que a turnê terminou, Kipelov parou de aparecer no estúdio, onde a banda estava trabalhando duro em seu próximo álbum. Dentro de um mês, foi descoberto que estava excursionando com o Master. Em dezembro, Alexey Bulgakov (o vocalista da banda Legion) tentou como substituto de Kipelov. Em janeiro de 1995, Sergey Mavrin deixou a banda, afirmando que não acreditava que a banda seria bem sucedida sem seu amigo Kipelov. Sergey Terentyev foi convidado para substituí-lo como músico de sessão, e mais tarde se torna um membro permanente da banda.
Kipelov retornou à banda logo depois que eles foram ameaçados com sanções pela MOROZ Records por violar seu contrato. Ele gravou as partes vocais para o novo álbum Night is Shorter Than Day, que foi lançado em setembro de 1995. A banda tocou uma série de shows na área de Moscou, com Sergey Zadora como seu novo gerente, gravando um álbum ao vivo Made in Russia, que classificou altamente nas paradas.
Em 1997 Kipelov e Mavrin se reuniram no duo álbum Dark Ages. Dubinin e Holstinin também gravaram o seu próprio, intitulado AvARIA (russo por incidente de carro), onde Vitaly participou como um vocalista. Em 1998, Aria lançou o Generator of Evil, o álbum onde Terentyev estreou como compositor. Em seguida veio a Quimera e a descoberta do único Lost Paradise, que fez bem no gráfico de Nashe Radio e levantou Aria para o novo nível de popularidade.

### Judgement Day
Em 2001 Aria encabeçou o festival NASHEstvie, onde eles tocaram com uma orquestra sinfônica. Isso deu à banda a ideia de uma turnê "Classical Aria" com uma orquestra e um álbum ao vivo do mesmo nome. Infelizmente, isso nunca foi lançado. Durante a turnê surgiu tensão entre os músicos e a direção da banda. Kipelov se recusou a gravar um novo álbum, já escrito por Dubinin e Holstinin, e declarou que queria iniciar uma carreira solo. Sergey Terentyev, Alexander Maniakin e a gerente da banda Rina Lee o apoiaram, opondo-se aos dois líderes da banda e produtor Yuri Sokolov. 'Classical Aria' tornou-se a turnê de despedida da banda. Após o show final em 31 de agosto de 2002 em Luzhniki, Moscou, que foi intitulado "Judgment Day" (que mais tarde se tornou o nome de todo o incidente), Kipelov, Terentyev e Maniakin deixou Aria. No dia seguinte, eles começaram uma nova banda chamada Kipelov.

### Com Arthur Berkut
Em novembro de 2002 foi anunciado um novo line-up de Aria. Sergey Popov do Master tornou-se o segundo guitarrista, Arthur Berkut (ex-Autógrafo) foi convidado para ser o novo vocalista, e o baterista Max Udalov retornou à banda. Em 5 de dezembro, Aria lançou o single 'Coliseum' seguido pelo álbum Baptism by Fire. Um vídeo para 'Coliseum' foi filmado. O lançamento foi bem sucedido, as músicas "Coliseum" e "Baptism by Fire" alcançaram o 1º lugar nas paradas de rock, embora muitos fãs a criticassem, argumentando que a voz de Berkut não se encaixava na música de Aria.
Berkut e Holstinin participaram no Manuscrito Elven (Эльфийская Рукопись, 2004) ópera de metal por Epidemia. Arthur desempenhou o papel de Irdis o feiticeiro elfo enquanto Vladimir tocou o alaúde e também produziu a ópera.
Em 2005 Aria comemorou seu 20 º aniversário com uma nova turnê. Os ex-membros da banda foram convidados a participar da turnê de aniversário. "Mestre" e Sergey Mavrin jogaram, mas Kipelov não, por causa de seu próprio cronograma de turnê.
O mais novo álbum de Armageddon lançado pela CD Maximum, saiu em 2006, onde Aria convidou dois novos letristas e Berkut fez sua estreia como compositor.
Em 3 de abril de 2008, Kipelov e Mavrin fizeram uma breve re-união com Aria, durante a turnê comemorando os 20 anos de aniversário do lançamento de Geroy Asfalta.
Em novembro de 2010, Berkut e Kipelov cantaram no palco junto com Aria para o 25º Aniversário da banda. O concerto foi chamado de AriaFest e houve eventos em São Petersburgo, Moscou e Ekaterinburg.
Em 2011, Berkut anunciou sua saída de Aria. Ele foi substituído por Mikhail Zhitnyakov, vocalista da banda de heavy metal Grand Courage.

### Com Mikhail Zhitnyakov
Em 2011, Aria lançou Phoenix, seguido no ano seguinte pelo Live in the Studio. Em 25 de novembro de 2014, Aria lançou seu próximo álbum Through All Times.

## Membros
- Mikhail Zhitnyakov - Vocais
- Sergey Popov - Guitarra
- Vladimir Holstinin - Guitarra
- Vitaliy Dubinin - Baixo
- Maksin Udalov - Bateria

Ex-Membros
- Vocais: Valery Kipelov e Arthur Berkut
- Guitarra: Andrey Bolshakov, Sergey Mavrin e Sergey Terentyev
- Baixo: Alik Grarovsky
- Bateria: Alexander Lvov, Igor Molcharov e Aleksandr Maniakin
- Teclado: Kirill Pokrovsky

## Discografia
- 1985 - Maniya velichiya (Megalomania)
- 1986 - S kem ty? (Com quem você está?)
- 1987 - Geroy asfal'ta (Herói do asfalto)
- 1989 - Igra s ognyom (Brincando com fogo)
- 1991 - Krov' za krov' (Sangue por sangue)
- 1995 - Noch' koroche dnya (A noite é mais curta que o dia)
- 1996 - Sdelano v Rossii
- 1998 - Generator zla (Gerador do mal)
- 1999 - Tribute to Harley Davidson
- 2000 - 2000 i odna noch'
- 2001 - Himera (Quimera)
- 2002 - Shtil'
- 2003 - V poiskah novoy zhertvy...
- 2003 - Kreshchenie ognyom (Batismo de fogo)
- 2004 - Missiya
- 2004 - Zhivoy ogon'
- 2006 - Armageddon
- 2007 - Plyaska ada
- 2008 - Geroy asfal'ta: XX let
- 2009 - "Pole bitvy"
- 2011 - "Feniks" (Fênix)
- 2012 - "Live in studio"
- 2014 - "Cherez vce vremena" (Através dos tempos)

## Videografia

### DVD's
- 1996 - Sdelano v Rossii
- 2003 - V poiskah novoy zhertvy...
- 2004 - Zhivoy ogon'
- 2007 - Plyaska ada
- 2008 - Geroy asfal'ta: XX let
- 2008 - Vsyo klipy